# HD 187085 b
HD 187085 – planeta pozasłoneczna orbitująca wokół gwiazdy HD 187085 po bardzo ekscentrycznej orbicie.